# Gondoire
Pour les articles homonymes, voir Gondoire (homonymie).
La Gondoire est un cours d'eau français, affluent gauche de la Marne, donc sous-affluent de la Seine, et qui coule dans le département de Seine-et-Marne, en région Île-de-France.

## Géographie
La longueur de son cours d'eau est de 12,1 km,.
La Gondoire prend naissance sur le territoire de la commune de Jossigny, à 125 m d'altitude, au sud de Chanteloup-en-Brie en direction nord-est, et il s'appelle aussi dans cette partie haute le ru de Sainte-Geneviève. 
Puis la Gondoire change de direction vers l'est en traversant Guermantes et Conches-sur-Gondoire, et baigne Gouvernes puis Saint-Thibault-des-Vignes, Collégien, avant de confluer avec la Marne au niveau de la localité de Torcy, à 40 m d'altitude.

### Communes et cantons traversés
Dans le seul département de la Seine-Marne (77), la Gondoire traverse les sept communes suivantes, de l'amont vers l'aval, de Jossigny (source), Bussy-Saint-Georges, Chanteloup-en-Brie, Conches-sur-Gondoire, Gouvernes, Saint-Thibault-des-Vignes, Torcy (confluence).
Soit en termes de cantons, la Gondoire prend source et conflue dans le même canton de Torcy, mais traverse le canton de Lagny-sur-Marne, le tout dans l'arrondissement de Torcy.

### Homonymie
La Gondoire a donné son hydronyme à la commune de Conches-sur-Gondoire.

### Bassin versant
La Gondoire traverse une seule zone hydrographique : la Gondoire de sa source au confluent de la Marne (exclu) (F663), de 49 km2 de superficie. Ce bassin versant est composé à 46,21 % de « territoires agricoles », à 38,66 % de « territoires artificialisés », à 14,77 % de « forêts et milieux semi-naturels ».

## Affluents
La Gondoire a deux affluents référencés :
- le ru des Gassets (rd), 5 km sur les quatre communes de Jossigny (confluence), Montevrain, Serris, Bailly-Romainvilliers (source), avec un affluent :
  - le ru des Longuiolles (rd), 2,1 km sur les deux communes de Serris (source) et Montevrain (confluence).
- le ru de la Brosse (rg), 6,9 km sur les cinq communes de Ferrières-en-Brie (source), Bussy-Saint-Martin, Bussy-Saint-Georges, Saint-Thibault-des-Vignes, Gouvernes (confluence), avec deux affluents :
  - Fossé 01 de la Commune de Ferrières-en-Brie (rg), 1,9 km sur les deux communes de Ferrières-en-Brie (confluence) et Collégien (source).
  - Fossé 02 de la Commune de Bussy-Saint-Georges (rd), 1,9 km sur la seule commune de Bussy-Saint-Georges.

Le rang de Strahler est donc de trois.

## Aménagements et écologie
L'urbanisme croissant a entraîné une artificialisation de la Gondoire.